# Stone Music Entertainment
La Stone Music Entertainment (스톤뮤직엔터테인먼트?) è una etichetta discografica sudcoreana, specializzata nella musica K-pop, fondata nel gennaio 1994 da Jung Hyung-jin.